# أندريه ميلي
أندريه ميلي (بالبرتغالية: André Miele‏) مواليد 12 أبريل 1987 في البرازيل، هو لاعب كرة مضرب برازيلي. أعلى مركز له في تصنيف رابطة محترفي كرة المضرب في الفردي كان المركز الـ 229 في سنة 2008.

## روابط خارجية
- أندريه ميلي على موقع رابطة محترفي التنس (الإنجليزية)
- أندريه ميلي على موقع الاتحاد الدولي لكرة المضرب (الإنجليزية)
- أندريه ميلي على موقع خلاصة التنس.كوم (الإنجليزية)